# Grande Croix d'argent du Trésor de Saint-Jean
La Grande Croix d'argent du Trésor de Saint-Jean (en italien, Croce del Tesoro di San Giovanni) est une grande pièce d'orfèvrerie d'art renaissance, une sculpture recouverte de lames d'argent, ciselée et émaillée par Betto di Francesco Betti, Antonio Pollaiolo et Miliano di Domenico Dei 1457 et 1459 environ. L'œuvre haute de 2 m et large de 90 cm est conservée au Museo dell'Opera del Duomo de Florence.

## Histoire
Ce crucifix est un  reliquaire qui a été réalisé pour contenir un fragment de la Vraie Croix. Il a été commissionné par la confrérie de l'Arte di Calimala pour le Baptistère Saint-Jean.
Les artisans orfèvres ont été payés de 1 030 florins à Betto di Francesco Betti (pour la croix) et 2 006 à  Antonio del Pollaiolo (pour le pied).
À la suppression léopoldine des Arti en 1770, le reliquaire considéré comme un objet décoratif passe au gouvernement grand-ducal qui le transmet pour un temps à la chambre de commerce de la ville puis à l'Œuvre de la cathédrale, lequel devint musée en 1881.

## Description
Le reliquaire se compose de deux grandes parties :
- En haut le crucifix (de 84 cm[1]) proprement dit a tabellone : ils sont composés en émaux translucides[1] celui du haut porte la figure de Dieu le père, celui de gauche celle de la Vierge Marie, celui de droite saint Jean, et celui du dessous (au niveau des pieds du Christ), Marie-Madeleine ; derrière la figure du Christ sculptée en haut-relief, l'image symbolique du sacrifice avec le pélican nourrissant ses rejetons de ses entrailles ; une figure de saint indistinct couvre le dernier tabellone vers le pied de  la croix.

L'envers de la croix comporte sur ces mêmes emplacements en regard, les figures des Évangélistes, l'agneau du sacrifice à la croisée des bras et en haut Saint Jean Baptiste au désert.
À son pied le sommet du Golgotha (avec le crâne dans le sol et des serpents) surmontant une maquette de la ville de Jérusalem (ou de Florence avec ses créneaux gelfes).
Le bas, deux bras en piédouche supportant les statuettes de dolente, les deux figures de Marie et Jean pleurant la mort du Christ, se rejoignent en volutes sur les deux médaillons d'une Annonciation d'encadrement.
- Plus bas le tout est supporté par un édicule en forme de lanterne architecturale, celle précisément de la coupole de Santa Maria del Fiore.

Un socle de base polygonale multi-lobée supporte le tout ; il est ciselé de scènes avec Le Baptême du Christ, Les Docteurs de l'Église, Moïse, Les Vertus théologales, une allégorie de la Tempérance, deux anges et les armoiries de la confrérie commanditaire composée d'une aigle tenant dans ses serres, une balle d'étoffe en forme de torsello (courbée pour épouser le dos de la mule).
N.B. Les deux  statuettes d'anges priants  posées sur les deux harpies résultent d'un ajout moderne dénoncé par Cavallucci dans une simple répétition des piédouches précédents.

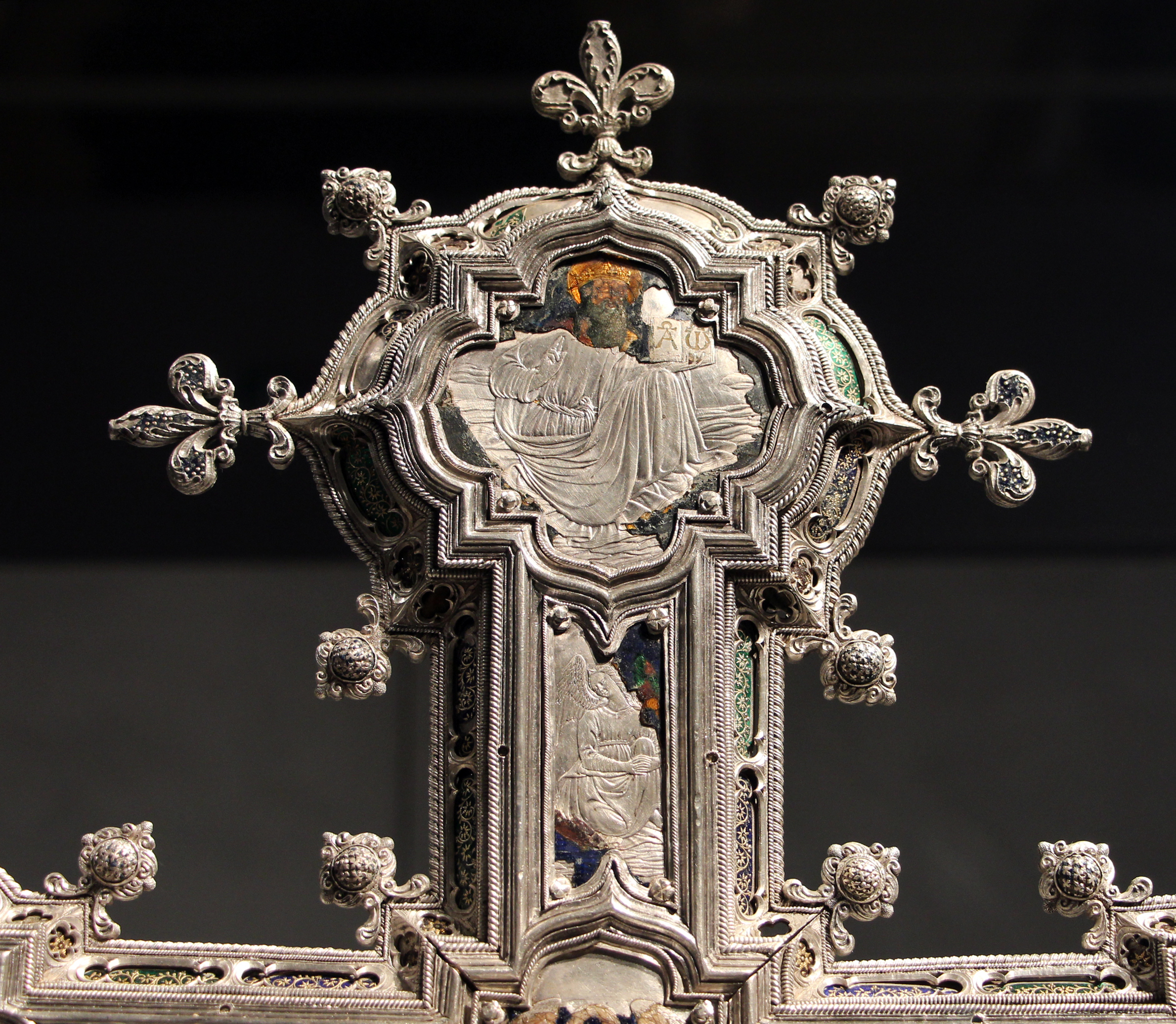
Emplacement de Dieu le père (émail endommagé)
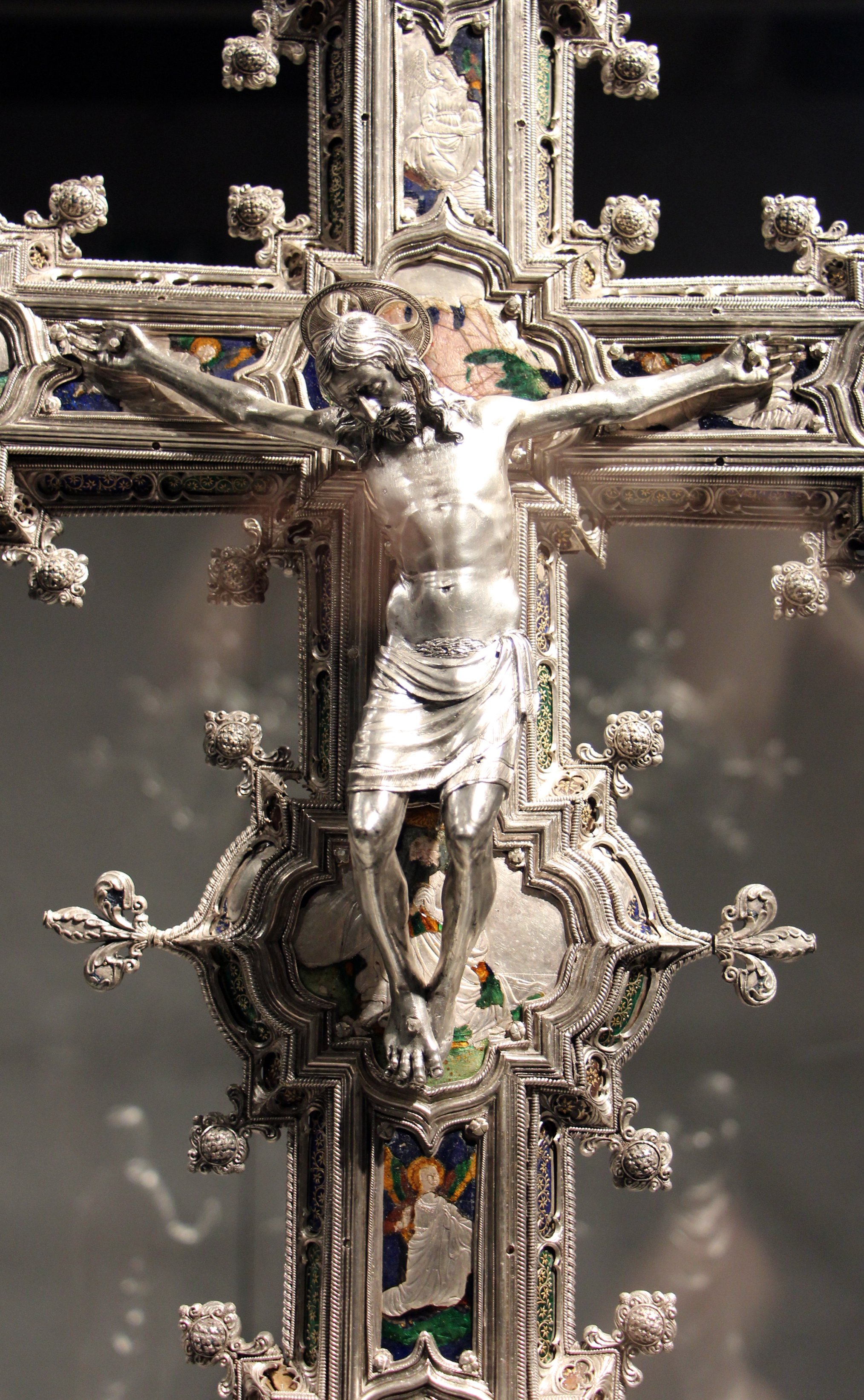
Christ en croix
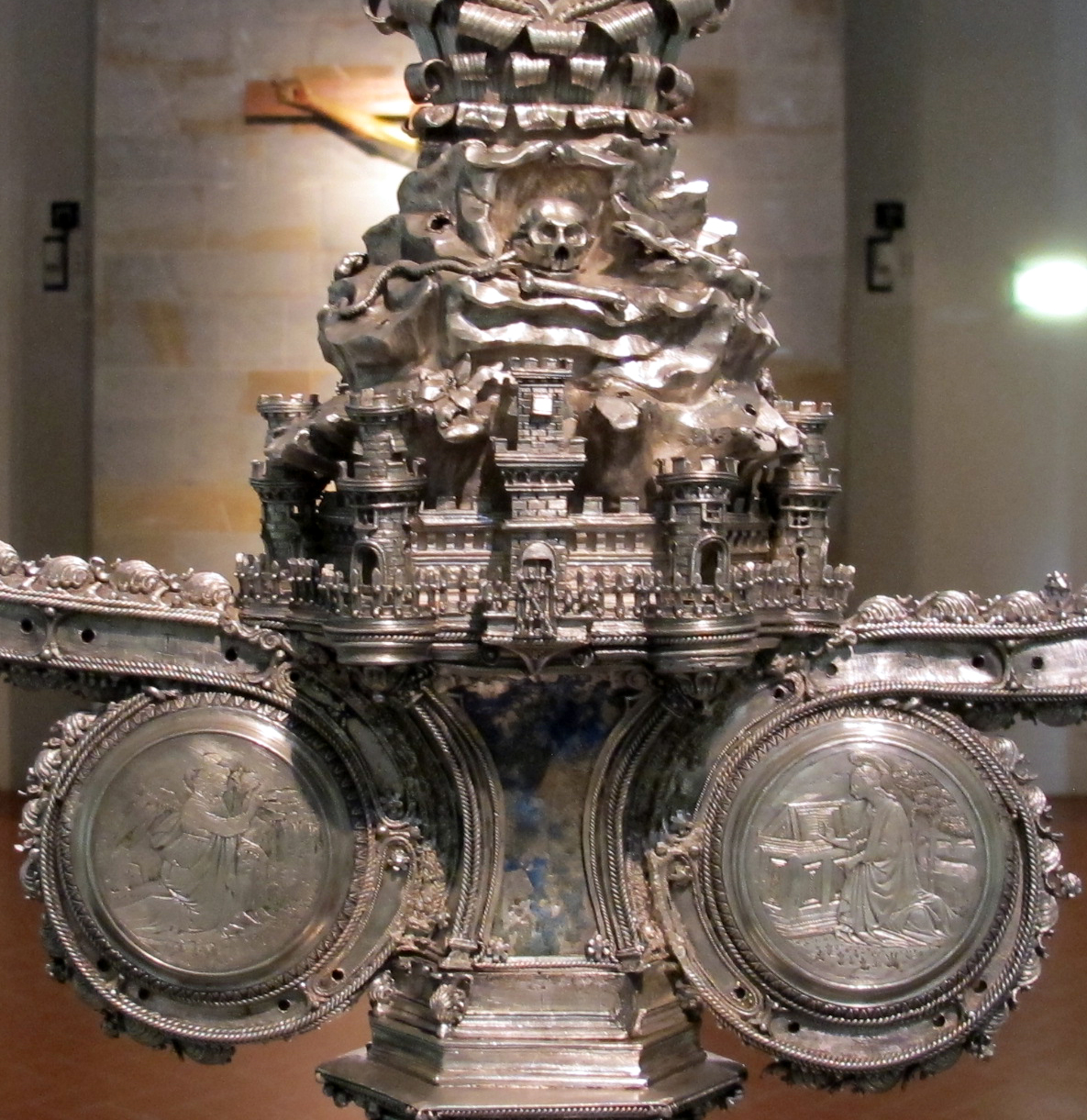
Golgotha et ville - Annonciation en deux médaillons
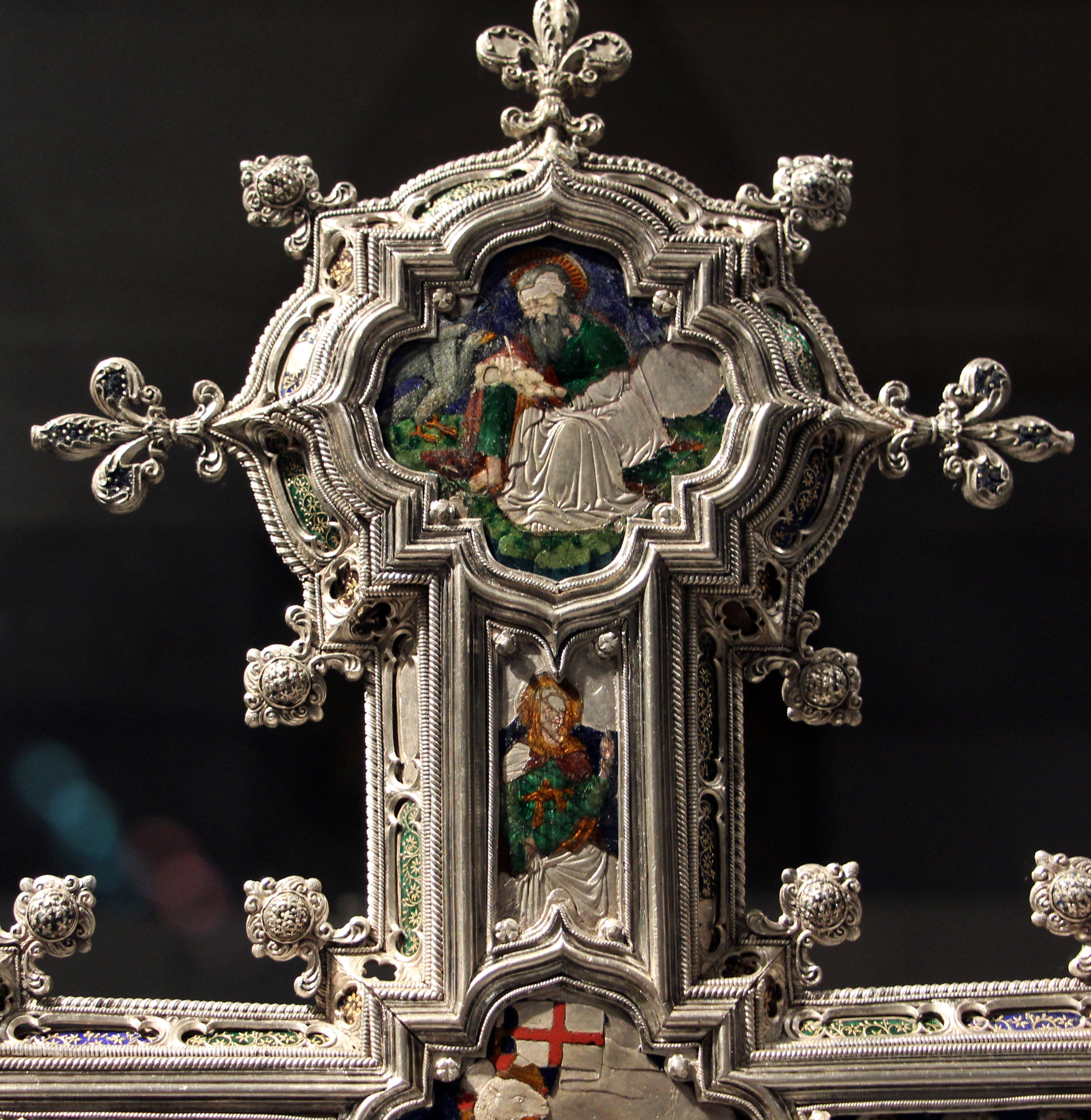
Envers avec saint Jean au désert
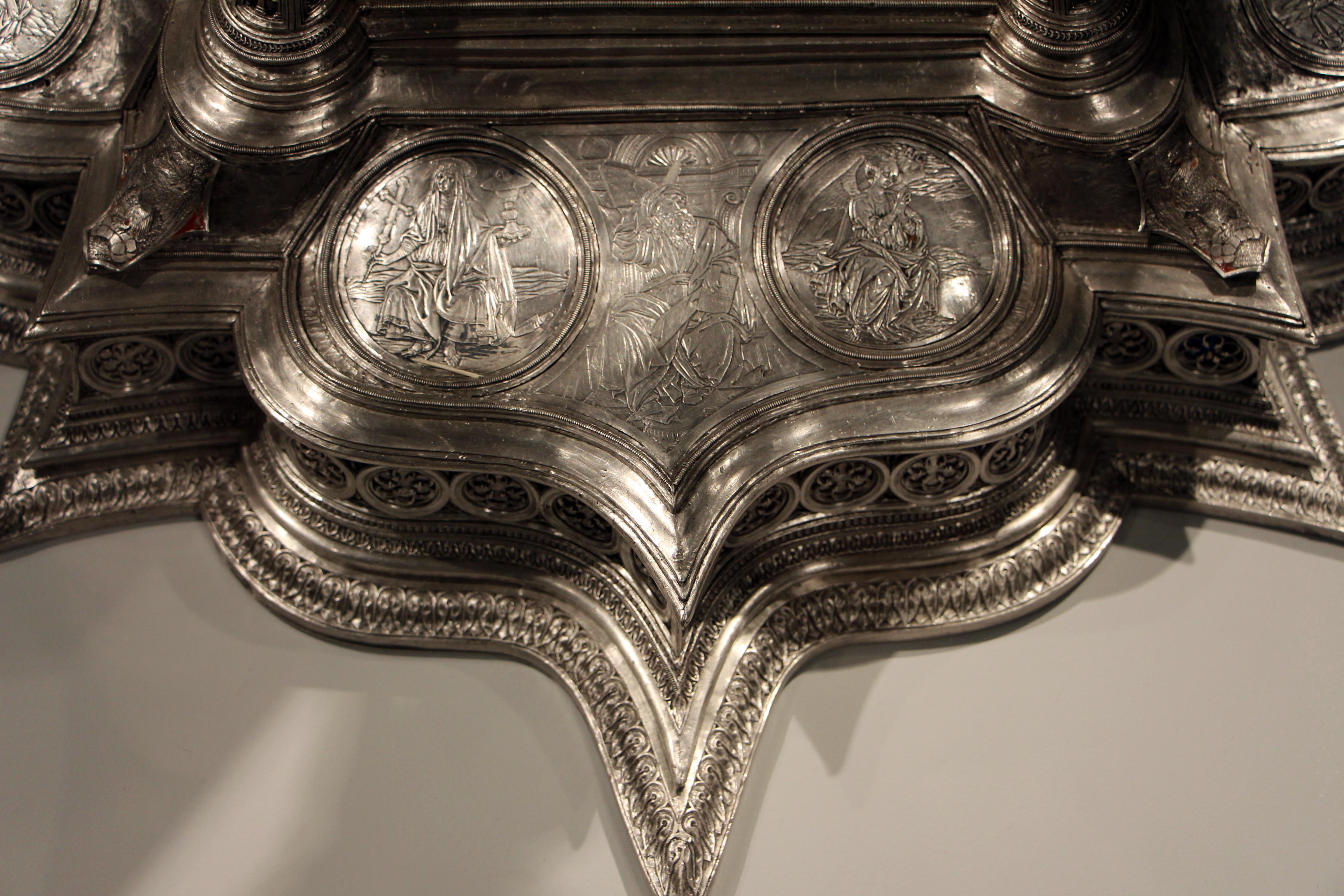
Figures du piédestal
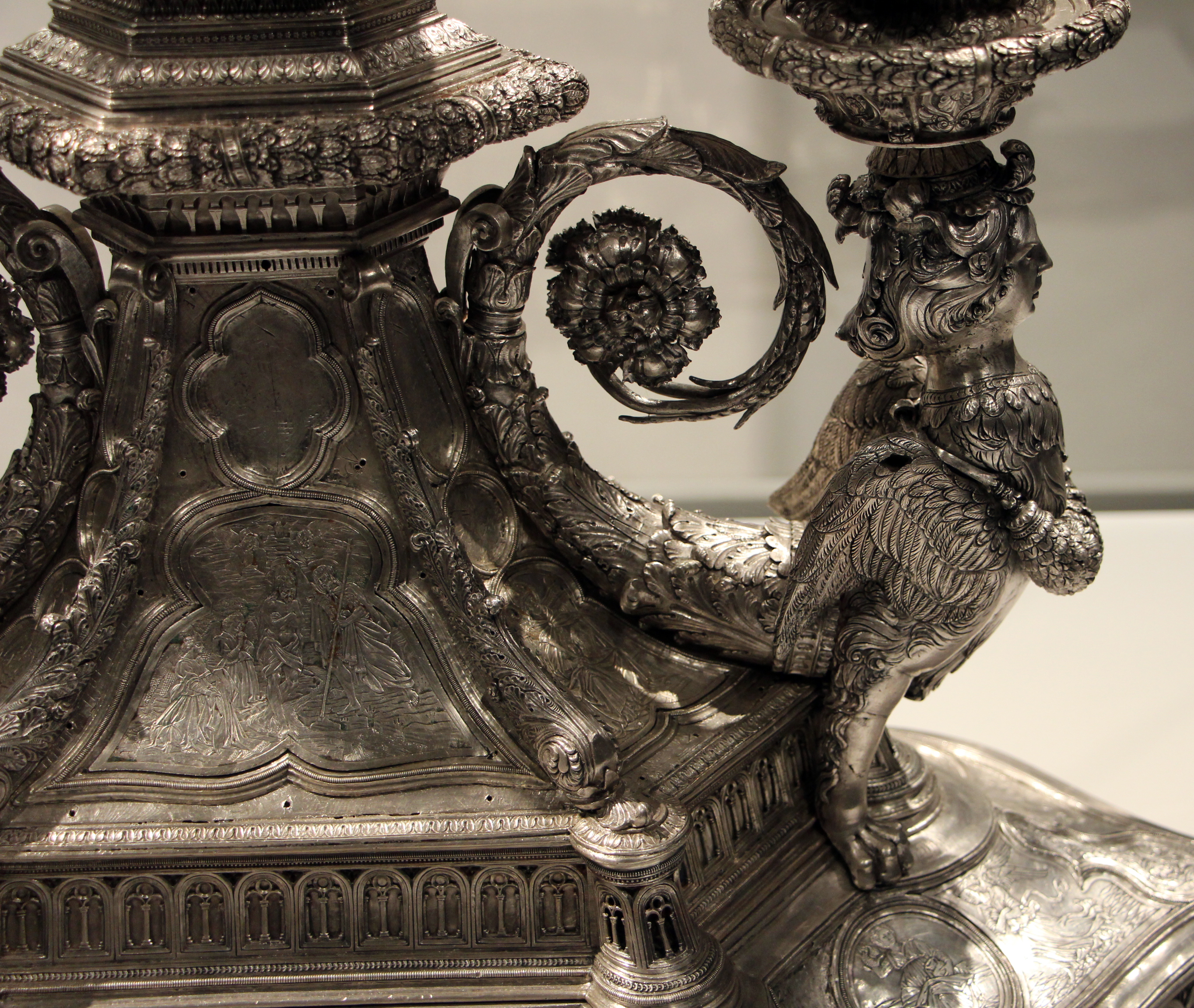
Harpie du côté du piédestal